# Dezej
Dezej (persiska: دزج, ديزَج, ديزِه, دِزَج) är en ort i Iran.   Den ligger i provinsen Kurdistan, i den nordvästra delen av landet, 300 km väster om huvudstaden Teheran. Dezej ligger 1 821 meter över havet och antalet invånare är 2 292.
Terrängen runt Dezej är platt åt nordost, men åt sydväst är den kuperad.Runt Dezej är det ganska tätbefolkat, med 60 invånare per kvadratkilometer. Närmaste större samhälle är Qorveh, 18,6 km nordväst om Dezej. Trakten runt Dezej består i huvudsak av gräsmarker.